# Synoditulus debilis
Synoditulus debilis är en skalbaggsart som beskrevs av August Reichensperger 1938. Synoditulus debilis ingår i släktet Synoditulus och familjen stumpbaggar. Inga underarter finns listade i Catalogue of Life.